# Elecciones legislativas de la República de China de 2024
Las elecciones legislativas en Taiwán están previstas para el 13 de enero de 2024 para el Yuan Legislativo al mismo tiempo que las elecciones presidenciales. Esta elección será la quinta en la que se utilizará el sistema electoral mixto después de su introducción en las elecciones legislativas. Está previsto que el mandato del Yuan Legislativo comience el 1 de febrero de 2024.

## Resultados
Los resultados mostraron que el gobernante Partido Democrático Progresista (PDP) perdió su mayoría en el Yuan Legislativo desde 2016, perdiendo 11 escaños y reteniendo 51, mientras que el Kuomintang (KMT) se convirtió en el partido más grande con 52 escaños, y el Partido Popular de Taiwán (PPT) ganó ocho escaños. El Partido del nuevo Poder perdió sus tres escaños después de no ganar un escaño de circunscripción ni alcanzar el umbral del 5% para la representación general. La elección marcó la primera vez desde 2004 que ningún partido tenía una mayoría absoluta en el Yuan Legislativo. El mandato del Yuan Legislativo está programado para comenzar el 1 de febrero de 2024.

## Sistema electoral
Los miembros fueron elegidos mediante votación paralela. 73 miembros fueron elegidos por mayoría absoluta, 6 reservados para candidatos indígenas por voto único intransferible y 34 por representación proporcional por lista de partidos.